# Collisella conus
Collisella conus är en snäckart som först beskrevs av Test 1945.  Collisella conus ingår i släktet Collisella och familjen Lottiidae. Inga underarter finns listade i Catalogue of Life.